# Sowjetischer Fußballpokal 1982
Der Sowjetische Fußballpokal 1982 war die 41. Austragung des sowjetischen Pokalwettbewerbs der Männer. Pokalsieger wurde Dynamo Kiew. Das Team setzte sich im Finale gegen Torpedo Moskau durch. Da Dynamo als Meister der Saison 1981 am Europapokal der Landesmeister teilnahm, erhielt die unterlegene Mannschaft von Torpedo Moskau das Recht zur Teilnahme am Europapokal der Pokalsieger.

## Modus
An dem Wettbewerb nahmen die 18 Erstligisten und die 22 Zweitligisten teil. Die Teams wurden in fünf Gruppen zu je sechs Mannschaften und zwei Gruppen mit vier Mannschaften aufgeteilt. Für einen Sieg gab es zwei Punkte, für ein Unentschieden einen Punkt und für eine Niederlage null. Die Ersten und Zweiten der Gruppen mit sechs Mannschaften, sowie die Ersten der Gruppen mit vier Teams gelangten in die K.-o-Runde. Dort waren Dynamo Kiew und Dinamo Tiflis direkt startberechtigt.
Stand es in den K.-o.-Spielen nach regulärer Spielzeit unentschieden, wurde das Spiel um zweimal 15 Minuten verlängert. Stand danach kein Sieger fest, wurden der Sieger per Elfmeterschießen ermittelt.

## Teilnehmende Teams
| Wysschaja Liga (18) | Wysschaja Liga (18) | Perwaja Liga (22) | Perwaja Liga (22) |
| --- | --- | --- | --- |
| - Dynamo Moskau - Spartak Moskau - Torpedo Moskau - ZSKA Moskau - Ararat Jerewan - Dynamo Kiew - Dinamo Minsk - Dinamo Tiflis - Dnjepr Dnjepropetrowsk | - Kairat Alma-Ata - Kuban Krasnodar - Metallist Charkow - Neftçi Baku - Pachtakor Taschkent - Schachtjor Donezk - Torpedo Kutaissi - Tschernomorez Odessa - Zenit Leningrad | - Daugava Riga - Dynamo Kirow - Fakel Woronesch - Guria Lantschchuti - Iskra Smolensk - SKA Karpaty Lwow - Kolos Nikopol - Lokomotive Moskau - Metallurg Saporoschje - Nistru Kischinjow - Pamir Duschanbe | - Rotor Wolgograd - Sarja Woroschilowgrad - Schinnik Jaroslawl - SKA Chabarowsk - SKA Kiew - SKA Odessa - SKA Rostow - Spartak Kostroma - Swesda Jizzax - Tawrija Simferopol - FK Žalgiris Vilnius |

## Gruppenphase

### Gruppe 1
| Datum      |                       | Ergebnis |                       |
| ---------- | --------------------- | -------- | --------------------- |
| 19.02.1982 | Dinamo Minsk          | 4:1      | Daugava Riga          |
| 19.02.1982 | FK Žalgiris Vilnius   | 0:2      | SKA Karpaty Lwow      |
| 19.02.1982 | Zenit Leningrad       | 1:1      | Sarja Woroschilowgrad |
| 22.02.1982 | FK Žalgiris Vilnius   | 0:3      | Daugava Riga          |
| 22.02.1982 | Sarja Woroschilowgrad | 2:4      | Dinamo Minsk          |
| 22.02.1982 | Zenit Leningrad       | 0:1      | SKA Karpaty Lwow      |
| 25.02.1982 | FK Žalgiris Vilnius   | 1:6      | Dinamo Minsk          |
| 25.02.1982 | Zenit Leningrad       | 2:0      | Daugava Riga          |
| 25.02.1982 | SKA Karpaty Lwow      | 2:2      | Sarja Woroschilowgrad |
| 28.02.1982 | Daugava Riga          | 3:1      | Sarja Woroschilowgrad |
| 28.02.1982 | Dinamo Minsk          | 3:0      | SKA Karpaty Lwow      |
| 28.02.1982 | Zenit Leningrad       | 4:0      | FK Žalgiris Vilnius   |
| 01.03.1982 | Daugava Riga          | 1:0      | SKA Karpaty Lwow      |
| 01.03.1982 | Sarja Woroschilowgrad | 1:0      | FK Žalgiris Vilnius   |
| 01.03.1982 | Zenit Leningrad       | 1:1      | Dinamo Minsk          |

| Pl. | Verein                | Sp. | S | U | N | Tore    | Diff. | Punkte |
| --- | --------------------- | --- | - | - | - | ------- | ----- | ------ |
| 1.  | Dinamo Minsk          | 5   | 4 | 1 | 0 | 018:500 | +13   | 09:10  |
| 2.  | Daugava Riga          | 5   | 3 | 0 | 2 | 008:700 | +1    | 06:40  |
| 3.  | Zenit Leningrad       | 5   | 2 | 2 | 1 | 008:300 | +5    | 06:40  |
| 4.  | SKA Karpaty Lwow      | 5   | 2 | 1 | 2 | 005:600 | −1    | 05:50  |
| 5.  | Sarja Woroschilowgrad | 5   | 1 | 2 | 2 | 007:100 | −3    | 04:60  |
| 6.  | FK Žalgiris Vilnius   | 5   | 0 | 0 | 5 | 001:160 | −15   | 0:10   |

### Gruppe 2
| Datum      |                        | Ergebnis |                        |
| ---------- | ---------------------- | -------- | ---------------------- |
| 20.02.1982 | Dnjepr Dnjepropetrowsk | 4:0      | SKA Odessa             |
| 20.02.1982 | Tawrija Simferopol     | 2:0      | Metallurg Saporoschje  |
| 20.02.1982 | Tschernomorez Odessa   | 1:0      | Nistru Kischinjow      |
| 23.02.1982 | Dnjepr Dnjepropetrowsk | 1:0      | Nistru Kischinjow      |
| 23.02.1982 | Metallurg Saporoschje  | 1:0      | Tschernomorez Odessa   |
| 23.02.1982 | Tawrija Simferopol     | 1:0      | SKA Odessa             |
| 26.02.1982 | Nistru Kischinjow      | 2:1      | Metallurg Saporoschje  |
| 26.02.1982 | Tawrija Simferopol     | 1:0      | Dnjepr Dnjepropetrowsk |
| 26.02.1982 | Tschernomorez Odessa   | 2:0      | SKA Odessa             |
| 01.03.1982 | Dnjepr Dnjepropetrowsk | 1:1      | Metallurg Saporoschje  |
| 01.03.1982 | SKA Odessa             | 2:0      | Nistru Kischinjow      |
| 01.03.1982 | Tawrija Simferopol     | 2:2      | Tschernomorez Odessa   |
| 04.03.1982 | Dnjepr Dnjepropetrowsk | 1:0      | Tschernomorez Odessa   |
| 04.03.1982 | SKA Odessa             | 2:2      | Metallurg Saporoschje  |
| 04.03.1982 | Tawrija Simferopol     | 0:0      | Nistru Kischinjow      |

| Pl. | Verein                 | Sp. | S | U | N | Tore    | Diff. | Punkte |
| --- | ---------------------- | --- | - | - | - | ------- | ----- | ------ |
| 1.  | Tawrija Simferopol     | 5   | 3 | 2 | 0 | 006:200 | +4    | 08:20  |
| 2.  | Dnjepr Dnjepropetrowsk | 5   | 3 | 1 | 1 | 007:200 | +5    | 07:30  |
| 3.  | Tschernomorez Odessa   | 5   | 2 | 1 | 2 | 005:400 | +1    | 05:50  |
| 4.  | Metallurg Saporoschje  | 5   | 1 | 2 | 2 | 005:700 | −2    | 04:60  |
| 5.  | Nistru Kischinjow      | 5   | 1 | 1 | 3 | 002:500 | −3    | 03:70  |
| 6.  | SKA Odessa             | 5   | 1 | 1 | 3 | 004:900 | −5    | 03:70  |

### Gruppe 3
| Datum      |                   | Ergebnis |                   |
| ---------- | ----------------- | -------- | ----------------- |
| 20.02.1982 | Metallist Charkow | 4:0      | SKA Kiew          |
| 20.02.1982 | Neftçi Baku       | 2:2      | Rotor Wolgograd   |
| 20.02.1982 | SKA Rostow        | 2:0      | Pamir Duschanbe   |
| 23.02.1982 | Metallist Charkow | 2:1      | Pamir Duschanbe   |
| 23.02.1982 | Neftçi Baku       | 2:0      | SKA Kiew          |
| 23.02.1982 | SKA Rostow        | 3:2      | Rotor Wolgograd   |
| 26.02.1982 | Neftçi Baku       | 0:2      | SKA Rostow        |
| 26.02.1982 | Pamir Duschanbe   | 3:1      | SKA Kiew          |
| 26.02.1982 | Rotor Wolgograd   | 0:0      | Metallist Charkow |
| 01.03.1982 | Neftçi Baku       | 1:0      | Pamir Duschanbe   |
| 01.03.1982 | Rotor Wolgograd   | 1:0      | SKA Kiew          |
| 01.03.1982 | SKA Rostow        | 1:1      | Metallist Charkow |
| 04.03.1982 | Neftçi Baku       | 1:0      | Metallist Charkow |
| 04.03.1982 | Pamir Duschanbe   | 1:0      | Rotor Wolgograd   |
| 04.03.1982 | SKA Rostow        | 1:0      | SKA Kiew          |

| Pl. | Verein            | Sp. | S | U | N | Tore    | Diff. | Punkte |
| --- | ----------------- | --- | - | - | - | ------- | ----- | ------ |
| 1.  | SKA Rostow        | 5   | 4 | 1 | 0 | 009:300 | +6    | 09:10  |
| 2.  | Neftçi Baku       | 5   | 3 | 1 | 1 | 006:400 | +2    | 07:30  |
| 3.  | Metallist Charkow | 5   | 2 | 2 | 1 | 007:300 | +4    | 06:40  |
| 4.  | Pamir Duschanbe   | 5   | 2 | 0 | 3 | 005:600 | −1    | 04:60  |
| 5.  | Rotor Wolgograd   | 5   | 1 | 2 | 2 | 005:600 | −1    | 04:60  |
| 6.  | SKA Kiew          | 5   | 0 | 0 | 5 | 001:110 | −10   | 0:10   |

### Gruppe 4
| Datum      |                     | Ergebnis |                     |
| ---------- | ------------------- | -------- | ------------------- |
| 20.02.1982 | Ararat Jerewan      | 1:0      | Kolos Nikopol       |
| 20.02.1982 | Pachtakor Taschkent | 3:0      | Swesda Jizzax       |
| 20.02.1982 | ZSKA Moskau         | 2:1      | Dynamo Kirow        |
| 23.02.1982 | Ararat Jerewan      | 1:0      | Swesda Jizzax       |
| 23.02.1982 | Pachtakor Taschkent | 1:0      | Dynamo Kirow        |
| 23.02.1982 | ZSKA Moskau         | 1:0      | Kolos Nikopol       |
| 26.02.1982 | Ararat Jerewan      | 1:0      | Dynamo Kirow        |
| 26.02.1982 | Kolos Nikopol       | 4:0      | Swesda Jizzax       |
| 26.02.1982 | Pachtakor Taschkent | 1:1      | ZSKA Moskau         |
| 01.03.1982 | Ararat Jerewan      | 0:0      | Pachtakor Taschkent |
| 01.03.1982 | Dynamo Kirow        | 1:0      | Kolos Nikopol       |
| 01.03.1982 | ZSKA Moskau         | 1:1      | Swesda Jizzax       |
| 04.03.1982 | Ararat Jerewan      | 0:0      | ZSKA Moskau         |
| 04.03.1982 | Dynamo Kirow        | 2:1      | Swesda Jizzax       |
| 04.03.1982 | Pachtakor Taschkent | 1:0      | Kolos Nikopol       |

| Pl. | Verein              | Sp. | S | U | N | Tore    | Diff. | Punkte |
| --- | ------------------- | --- | - | - | - | ------- | ----- | ------ |
| 1.  | Pachtakor Taschkent | 5   | 3 | 2 | 0 | 006:100 | +5    | 08:20  |
| 2.  | Ararat Jerewan      | 5   | 3 | 2 | 0 | 003:000 | +3    | 08:20  |
| 3.  | ZSKA Moskau         | 5   | 2 | 3 | 0 | 005:300 | +2    | 07:30  |
| 4.  | Dynamo Kirow        | 8   | 2 | 3 | 3 | 004:500 | −1    | 07:90  |
| 5.  | Kolos Nikopol       | 5   | 1 | 0 | 4 | 004:400 | ±0    | 02:80  |
| 6.  | Swesda Jizzax       | 5   | 0 | 1 | 4 | 002:110 | −9    | 01:90  |

### Gruppe 5
| Datum      |                    | Ergebnis |                    |
| ---------- | ------------------ | -------- | ------------------ |
| 20.02.1982 | Dynamo Moskau      | 1:0      | Guria Lantschchuti |
| 20.02.1982 | Fakel Woronesch    | 1:0      | Torpedo Moskau     |
| 20.02.1982 | Schachtjor Donezk  | 3:1      | Schinnik Jaroslawl |
| 23.02.1982 | Dynamo Moskau      | 1:0      | Fakel Woronesch    |
| 23.02.1982 | Torpedo Moskau     | 1:0      | Schinnik Jaroslawl |
| 23.02.1982 | Schachtjor Donezk  | 2:0      | Guria Lantschchuti |
| 26.02.1982 | Dynamo Moskau      | 1:0      | Schachtjor Donezk  |
| 26.02.1982 | Torpedo Moskau     | 1:0      | Guria Lantschchuti |
| 26.02.1982 | Fakel Woronesch    | 3:0      | Schinnik Jaroslawl |
| 01.03.1982 | Dynamo Moskau      | 1:0      | Schinnik Jaroslawl |
| 01.03.1982 | Torpedo Moskau     | 3:1      | Schachtjor Donezk  |
| 01.03.1982 | Fakel Woronesch    | 3:1      | Guria Lantschchuti |
| 04.03.1982 | Torpedo Moskau     | 2:0      | Dynamo Moskau      |
| 04.03.1982 | Fakel Woronesch    | 2:0      | Schachtjor Donezk  |
| 04.03.1982 | Schinnik Jaroslawl | 1:1      | Guria Lantschchuti |

| Pl. | Verein             | Sp. | S | U | N | Tore    | Diff. | Punkte |
| --- | ------------------ | --- | - | - | - | ------- | ----- | ------ |
| 1.  | Fakel Woronesch    | 5   | 4 | 0 | 1 | 009:200 | +7    | 08:20  |
| 2.  | Torpedo Moskau     | 5   | 4 | 0 | 1 | 007:200 | +5    | 08:20  |
| 3.  | Dynamo Moskau      | 5   | 4 | 0 | 1 | 004:200 | +2    | 08:20  |
| 4.  | Schachtjor Donezk  | 5   | 2 | 0 | 3 | 006:700 | −1    | 04:60  |
| 5.  | Guria Lantschchuti | 5   | 0 | 1 | 4 | 002:800 | −6    | 01:90  |
| 6.  | Schinnik Jaroslawl | 5   | 0 | 1 | 4 | 002:900 | −7    | 01:90  |

### Gruppe 6
| Datum      |                   | Ergebnis |                   |
| ---------- | ----------------- | -------- | ----------------- |
| 25.02.1982 | Kairat Alma-Ata   | 2:1      | Lokomotive Moskau |
| 25.02.1982 | Kuban Krasnodar   | 1:0      | Torpedo Kutaissi  |
| 28.02.1982 | Kuban Krasnodar   | 2:0      | Kairat Alma-Ata   |
| 28.02.1982 | Lokomotive Moskau | 3:2      | Torpedo Kutaissi  |
| 01.03.1982 | Kairat Alma-Ata   | 1:1      | Torpedo Kutaissi  |
| 01.03.1982 | Lokomotive Moskau | 0:0      | Kuban Krasnodar   |

| Pl. | Verein            | Sp. | S | U | N | Tore    | Diff. | Punkte |
| --- | ----------------- | --- | - | - | - | ------- | ----- | ------ |
| 1.  | Kuban Krasnodar   | 3   | 2 | 0 | 1 | 003:000 | +3    | 04:20  |
| 2.  | Lokomotive Moskau | 3   | 1 | 1 | 1 | 004:400 | ±0    | 03:30  |
| 3.  | Kairat Alma-Ata   | 3   | 1 | 1 | 1 | 003:400 | −1    | 03:30  |
| 4.  | Torpedo Kutaissi  | 3   | 0 | 1 | 2 | 003:500 | −2    | 01:50  |

### Gruppe 7
| Datum      |                  | Ergebnis |                  |
| ---------- | ---------------- | -------- | ---------------- |
| 26.02.1982 | Iskra Smolensk   | 2:0      | Spartak Kostroma |
| 26.02.1982 | Spartak Moskau   | 2:0      | SKA Chabarowsk   |
| 01.03.1982 | Spartak Kostroma | 1:1      | SKA Chabarowsk   |
| 01.03.1982 | Spartak Moskau   | 0:1      | Iskra Smolensk   |
| 04.03.1982 | SKA Chabarowsk   | 3:1      | Iskra Smolensk   |
| 04.03.1982 | Spartak Moskau   | 3:1      | Spartak Kostroma |

| Pl. | Verein           | Sp. | S | U | N | Tore    | Diff. | Punkte |
| --- | ---------------- | --- | - | - | - | ------- | ----- | ------ |
| 1.  | Iskra Smolensk   | 3   | 2 | 0 | 1 | 004:300 | +1    | 04:20  |
| 2.  | Spartak Moskau   | 3   | 2 | 0 | 1 | 005:200 | +3    | 04:20  |
| 3.  | SKA Chabarowsk   | 3   | 1 | 1 | 1 | 004:400 | ±0    | 03:30  |
| 4.  | Spartak Kostroma | 3   | 0 | 1 | 2 | 002:600 | −4    | 01:50  |

## K.o.-Phase

### Achtelfinale
| Datum      |                        | Ergebnis              |                 |
| ---------- | ---------------------- | --------------------- | --------------- |
| 14.03.1982 | Dnjepr Dnjepropetrowsk | 1:0                   | SKA Rostow      |
| 14.03.1982 | Iskra Smolensk         | 1:5                   | Dinamo Minsk    |
| 14.03.1982 | Kuban Krasnodar        | 0:1                   | Fakel Woronesch |
| 14.03.1982 | Pachtakor Taschkent    | 1:1 n. V. (3:2 i. E.) | Neftçi Baku     |
| 14.03.1982 | Tawrija Simferopol     | 2:1                   | Ararat Jerewan  |
| 14.03.1982 | Torpedo Moskau         | 1:0                   | Daugava Riga    |

### Viertelfinale
| Datum      |                     | Ergebnis              |                        |
| ---------- | ------------------- | --------------------- | ---------------------- |
| 21.03.1982 | Dynamo Kiew         | 1:0                   | Dinamo Minsk           |
| 21.03.1982 | Dinamo Tiflis       | 4:1                   | Tawrija Simferopol     |
| 21.03.1982 | Pachtakor Taschkent | 1:1 n. V. (5:6 i. E.) | Torpedo Moskau         |
| 21.03.1982 | Fakel Woronesch     | 1:2                   | Dnjepr Dnjepropetrowsk |

### Halbfinale
| Datum      |                        | Ergebnis |                |
| ---------- | ---------------------- | -------- | -------------- |
| 10.04.1982 | Dnjepr Dnjepropetrowsk | 0:2      | Torpedo Moskau |
| 29.04.1982 | Dynamo Kiew            | 2:0      | Dinamo Tiflis  |

### Finale
| Paarung        | Torpedo Moskau – Dynamo Kiew |
| Ergebnis       | 0:1 (0:1) |
| Datum          | 9. Mai 1982 |
| Stadion        | Olympiastadion Luschniki, Moskau |
| Zuschauer      | 51.200 |
| Schiedsrichter | Romualdas Juška |
| Tore           | 0:1 Sergei Baltatscha (34.) |
| Torpedo Moskau | Wjatscheslaw Tschanow – Sergei Prigoda, Wladimir Piwzow, Alexander Gostenin, Waleri Schawejko (25. Anatoli Solowjow) – Alexander Polukarow – Waleri Petrakow, Anatoli Radendo, Wladimir Galajba (60. Sergei Petrenko) – Juri Susloparow, Andrei Redkous (79. Nikolai Wassiljew). Cheftrainer: Walentin Iwanow |
| Dynamo Kiew    | Wiktor Tschanow – Oleksandr Sorokalet, Serhij Baltatscha, Serhij Schurawljow, Anatolij Demjanenko – Wolodymyr Losynskyj, Leonid Burjak (90. Jaroslaw Dumanskyj), Andrij Bal, Wadym Jewtuschenko – Wolodymyr Weremejew (46. Oleksandr Bojko), Oleh Blochin . Cheftrainer: Walerij Lobanowskyj                  |
| Gelbe Karten   | Wladimir Piwzow, Anatoli Solowjow – Wadym Jewtuschenko |